# Slurry
Uno slurry è, nell'accezione generale, una miscela fluida di un liquido (solitamente acqua) con solidi in sospensione. Si comporta come un fluido viscoso e pompabile, e spesso rappresenta un modo conveniente di trasportare sostanze solide.
Esempi comuni di slurry sono fanghi e cementi. Nella tecnica delle pavimentazioni stradali, uno slurry è una miscela di pietrisco ed emulsione bituminosa preparata appena prima della stesura in sede.